# Bartolomeu Dias (F333)
La Bartolomeu Dias, oficialmente NRP Bartolomeu Dias (F333), es una fragata multipropósito de la Clase Karel Doorman que operó para la Armada Real de los Países Bajos bajo el nombre Hr. Ms. Van Nes (F833) hasta que en 2009 fue adquirida por la Armada de Portugal. Entre 2018 y 2019 se llevó a cabo una importante modernización de la fragata junto a la Dom Francisco de Almeida, de la misma clase, considerándose actualmente por la Armada de Portugal estos buques como la clase Bartolomeu Dias.

## Diseño
La fragata fue construida por el astillero Koninklijke Schelde Groep de Flesinga al igual que las otras 7 de su clase. El buque fue nombrado en honor al almirante neerlandés Aert Jansse van Nes, no siendo el primero en hacerlo.
La puesta de quilla tuvo lugar el 10 de enero de 1990, siendo botado el 16 de mayo de 1992. Fue asignado oficialmente el 2 de junio de 1994.

## Armamento
- Pieza de artillería OTO Melara de 76 mm (Otobreda 76 mm)
- 16 misiles MK48 VLS Sea Sparrow SAM2x4
- 2x4 misiles antibuque Harpoon SSM
- 2x2 tubos lanza torpedos MK46
- Pieza de 30 mm Goalkeeper
- Westland Lynx MK95 equipado con torpedos y sonar

## Equipamiento
Radares
- Kelvin Hughes (Navegación)
- Thales Nederland STIR-180 (Disparo)
- Thales Nederland LW-08 (Aéreo)
- Thales Nederland SMART-S (3D) (Aéreo/superficie)

Sonar
- Thales Nederland PHS-36 para búsqueda activa/ataque

Otros sistemas electrónicos
- Thales Nederland SEWACO Mk.VII (Spider) (Sistema de gestión de daños de combate)
- Sistema Link 11 (Tadil A)
- Sistema MCCIS
- Sistema AIS (Saab) (identificación de navíos mercantes)
- EADS Mk 36 SRBOC (Contramedidas electrónicas)
- EDO Corp. APECS-II/AR700 (Contramedidas electrónicas)
- Argon - ST AN/SLQ-25 (Engodo antitorpedo)
- Thales Nederland VESTA-Helo (OHTS - Sistema de disparo)

## Historial

### Servicio en los Países Bajos
La fragata fue parte del escuadrón de la OTAN STANAVFORLANT del 9 de octubre al 31 de diciembre de 1999 y nuevamente en 2001, coincidiendo con las operaciones de embargo marítimo en el Mar Adriático para forzar a la Unión Estatal de Serbia y Montenegro a aceptar resoluciones de la ONU.
La Van Nes también participó en la Operación Libertad Duradera alrededor de la costa oriental de la Península arábiga.
El 20 de diciembre de 2007 la fragata fue decomisada yu vendida a la Armada de Portugal.

### Servicio en Portugal
El 16 de enero de 2009 la fragata fue asignada a la Armada de Portugal siendo renombrada en honor al navegante Bartolomeu Dias.
En 2018, el gobierno portugués asignó un contrato a los astilleros Damen Shiprepair Vlissingen de Flesinga para modernizar las dos fragatas clase Karel Doorman.
La Bartolomeu Dias partió a los Países Bajos en 2018, volviendo una vez modernizada en septiembre de 2021. La otra fragata de la clase, la Dom Francisco de Almeida se sometió a los trabajos de 2020 hasta finales de 2022.
En marzo de 2024, la Bartolomeu Dias relevó al patrullero español Atalaya en la monitorización junto al también patrullero español Vigía de un grupo de buques rusos formado por el Iván Gren Iván Gren, junto al Ropucha Alexander Otrakovski y el buque cisterna Kola, que se encontraban camino de Tobruk (Libia) para entregar material a los Africa Corps.